# Андерсон, Анна (иллюстратор)
А́нна А́ндерсон (англ. Anne Anderson; 1874—1952) — британская художница шотландского происхождения; иллюстратор литературы для детей, также сотрудничала с различными периодическими изданиями и рисовала поздравительные открытки.
Творчество Анны Андерсон оказало влияние на стиль таких иллюстраторов, как Джесси Кинг, Чарльз Робинсон, Мэйбл Люси Эттвелл. После замужества работала вместе со своим супругом, художником Аланом Райтом (англ. Alan Wright).

## Биография
Родилась в 1874 году в Шотландии, в семье Джеймса и Грейс Андерсонов. У Анны были также 4 брата и сестра. Детство они провели в Аргентине. Достигнув совершеннолетия, Анна и её сестра Грейс вернулись в Англию в поисках работы. К 1910 году Анна приобрела коттедж в Беркшире.
В июне 1912 года Анна Андерсон вышла замуж за художника Алана Райта (1864—1959). Он строил успешную карьеру иллюстратора до тех пор, пока не согласился в 1898 году работать над книгой порочного Барона Корво. Книга вызвала скандал, что повредило репутации Райта. Однако художник продолжал помогать супруге с её иллюстрациями.
Одни источники указывают дату смерти Анны Андерсон — 1930 год, другие — 1936, некоторые утверждают, что она жила ещё в конце Второй мировой войны. Согласно церковным записям в Беркшире, есть основания считать датой смерти художницы 26 мая 1952 года.

## Галерея
- «Шиповник»
- «Три маленьких лесовика»
- «Рапунцель»
- «Русалочка»
- «Огниво»